# Zimbabveanska vaterpolska reprezentacija
Zimbabveanska vaterpolska reprezentacija predstavlja državu Zimbabve u međunarodnom športu muškom vaterpolu.

## Nastupi na velikim natjecanjima

### Razvojni trofej FINA-e u vaterpolu
- 2019.: deveto mjesto

## Utakmice
prvo kolo po skupinama Razvojnog trofeja FINA-e, 8. listopada 2019.
- Singapur -  Zimbabve 26:5[1]

drugo kolo po skupinama Razvojnog trofeja FINA-e, 9. listopada 2019.
- Zimbabve -  Filipini 2:18[2]

treće kolo po skupinama Razvojnog trofeja FINA-e, 10. listopada 2019.
- Zimbabve -  Irska 6:17[3]

peto kolo po skupinama Razvojnog trofeja FINA-e, 12. listopada 2019.
- Malezija -  Zimbabve 21:8[4]

utakmica za deveto mjesto na Razvojnom trofeju FINA-e, 13. listopada 2019.
- Zimbabve -  Tajvan 30:3[5]